# Tiburtina (metrostation)

Tiburtina is een metrostation in de Italiaanse hoofdstad Rome dat op 8 december 1990 werd geopend. Het ligt onder het gelijknamige spoorwegstation en wordt bediend door lijn B van de metro van Rome. 

## Geschiedenis
In 1941 werd een plan gepresenteerd voor de aanleg van drie metrolijnen in Rome. In dit plan was al een metrostation opgenomen bij station Tiburtina, destijds als onderdeel van lijn C die onder de Via Tiburtina zou worden gebouwd. Na de Tweede Wereldoorlog werd het zuidelijke deel van lijn B tussen 1948 en 1955 afgebouwd. Lijn A volgde in de jaren 60 en 70 van de twintigste eeuw maar lijn C verdween vooralsnog uit de plannen. In 1985 lag er een plan om de noordelijke en westelijke wijken op de metro aan te sluiten door de lijnen A en B aan de uiteinden te vertakken. De verlenging van lijn B in noordoostelijke richting kreeg een vertakking bij Bologna. De noordtak loopt door het verzorgingsgebied van lijn B uit 1941, terwijl de oosttak via Tiburtina het gebied bereikt dat door lijn C bediend zou worden. De oosttak van Termini naar Rebbibia werd op 7 december 1990 officieel geopend en een dag later begon de reizigersdienst.

## Ligging en inrichting
De perrons van de metro liggen niet onder de Via Tiburtina maar iets noordelijker onder het spoorwegstation. Tussen 2007 en 2011 werd het spoorwegstation geheel herbouwd en sindsdien doet het vooral dienst als overstap tussen de hoge snelheidsdiensten en het stadsgewestelijk net. De toegang tot de metro ligt aan de noordkant van een verlaagd plein tussen de sporen aan de oostkant en de Circonvallazone Tiburtina aan de westkant. De toegangspoortjes sluiten meteen aan op het perron voor de metro richting het centrum. Reizigers in de andere richting moeten door een tunneltje naar het andere perron. De indeling van de perrons en de sporen is vergelijkbaar met de stations onder de Via Tuscolana uit de jaren 70. De toegang tot het noordelijke perron loopt echter via een tunneltje onder de sporen en de gemeenschappelijke verdeelhal ontbreekt. In plaats van tufsteen zijn gele en zwarte tegels gebruikt voor de afwerking van de wanden.  